# Övra Maren
Övra Maren är en sjö på den lilla ön Norrö, norr om  Möja i Värmdö kommun i Uppland och ingår i Norrström-Tyresåns kustområde.